# Wasserkraftwerk Tongland
Das Wasserkraftwerk Tongland ist ein Wasserkraftwerk in der schottischen Ortschaft Tongland in der Council Area Dumfries and Galloway. 1990 wurde das Bauwerk in die schottischen Denkmallisten zunächst in der Kategorie B aufgenommen. Die Hochstufung in die höchste Denkmalkategorie A erfolgte 2002.

## Geschichte
Bereits 1923 wurden der Bau und kommerzielle Betrieb mehrerer Wasserkraftwerke entlang des Dee als machbar bestätigt. Da zu dieser Zeit noch kein überregionales Elektrizitätsnetz bestand und der Elektrizitätsbedarf in der Region gering war, wurde die weitere Planung zunächst ausgesetzt. Drei Jahre später war das überregionale Stromnetz fertiggestellt und eine Gesellschaft zum Bau des Wasserkraftwerks wurde gegründet. Unter dem Ingenieur William McLellan wurde 1929 mit dem Bau der Anlage begonnen. Mit seiner Fertigstellung 1935 war das Wasserkraftwerk Tongland die erste Großanlage dieser Art im gesamten Vereinigten Königreich. 2010 befand sich die Anlage noch in Betrieb und eine Einstellung ist nicht absehbar.

## Beschreibung
Das Kraftwerk ist direkt am rechten Dee-Ufer am Südrand von Tongland gelegen. Direkt westlich verläuft die A711. Es sind drei 2,64 m durchmessende Francis-Turbinen mit einer Leistung von je 11.000 kW verbaut. Sie besitzen einen Ausbaudurchfluss von rund 120 m³/s. Des Weiteren ist eine 250 kW starke Hilfsturbine als Erregermaschine (siehe auch: Erregersysteme für Synchronmaschinen) und Notstromversorgung vorhanden.

Das T-förmige Gebäude ist im Stil des Art déco gestaltet. Die in zwei Ebenen untergliederte Turbinenhalle zeigt flussseitig sieben vertikale Gestaltungsachsen auf. Kolossale Pilaster zwischen den länglichen Fenstern gliedern die Fassaden ebenfalls vertikal. Straßenseitig, an der kürzeren Seite des Turbinenhauses, befindet sich der Eingangsbereich. Oberhalb dessen zweiflügligem Eingangsportals ist die folgende Inschrift eingelassen: 

„THE GALLOWAY WATER POWER SCHEME; TONGLAND POWER STATION“

 Die äußeren Fenster an dieser Fassade sind in rundbögigen Aussparungen eingelassen. Flankierend sind Zwillingsfenster mit Fensterpfosten verbaut. Analog gliedern an der Flussseite schlichte Pilaster die Fassade. Eine Brüstung fasst das abschließende Flachdach ein.

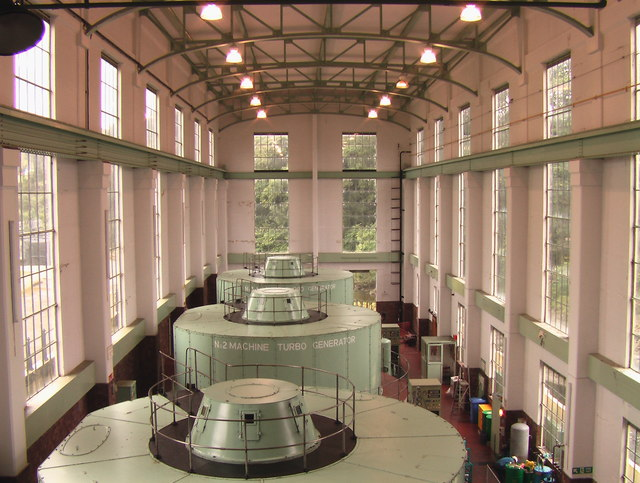
Blick in die Generatorenhalle
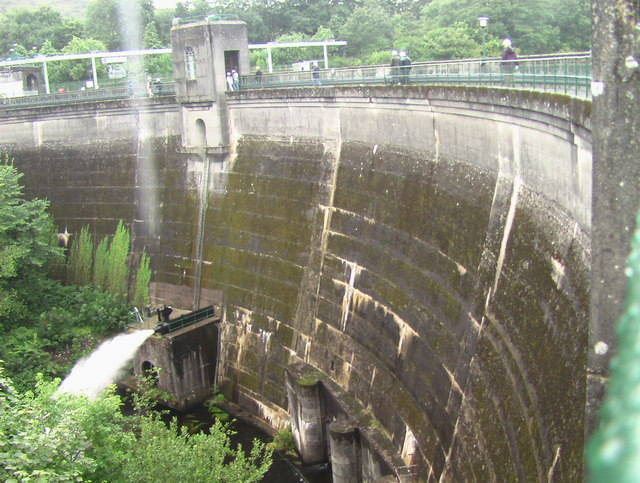
Staumauer Tongland Loch